# 최기철 (생물학자)
최기철(崔基哲, 1910년 10월 16일 ~ 2002년 10월 22일)은 대한민국의 생물학자·어류학자로, 한반도에서 서식하는 민물고기를 연구하여 많은 고유종을 학계에 기재한 업적을 남겼다.